# Lithacodia plumbifusa
Lithacodia plumbifusa là một loài bướm đêm trong họ Noctuidae.